# Hans Bächler
Pour les articles homonymes, voir Bächler.
Hans Bächler, né le 27 septembre 1924 à Morat (originaire de la Lenk) et mort le 26 février 2012 à Meyriez, est une personnalité politique du canton de Fribourg, en Suisse, membre du Parti radical-démocratique (PRD).
Il est conseiller d'État de 1977 à 1991, à la tête de la Direction de la santé publique et des affaires sociales, puis de la Direction de l'intérieur et de l'agriculture.